# Taha Dyab
Taha Dyab (Aleppo, 23 luglio 1990) è un calciatore siriano, centrocampista dell'Al-Ittihad Aleppo.

## Carriera

### Club
Comincia a giocare in patria, all'Afrin. Nel 2008 passa all'Al-Ittihad Aleppo. Nel 2011 viene acquistato dall'Al-Shorta. Nel 2012 si trasferisce in Iraq, al Naft Al-Janoob. Nel 2013 passa al Safa Beirut, squadra della massima serie libanese. Nel gennaio 2015 viene acquistato dal Salam Zgharta. Nell'estate 2015 torna in patria, all'Al-Majd. Nell'estate 2016 viene acquistato dall'Al-Ittihad Aleppo.

### Nazionale
Ha debuttato in Nazionale il 18 dicembre 2010, nell'amichevole Iraq-Siria (0-1), in cui mette a segno la rete che decide la gara. Ha partecipato, con la Nazionale, alla Coppa d'Asia 2011. Ha collezionato in totale, con la maglia della Nazionale, 4 presenze e una rete.